# David Kohan
David Sanford Kohan (New York, 16 aprile 1964) è uno sceneggiatore e produttore televisivo statunitense.

## Biografia
Nato a New York, si è laureato presso la Wesleyan University. È figlio dello sceneggiatore Alan Kohan, detto Buz, e di Rhea Arnold, ha un fratello gemello di nome Jono e una sorella di nome Jenji Kohan, che lavora anche lei come sceneggiatrice e produttrice televisiva.
Inizia la sua carriera nel cinema, come assistente di produzione nei film Chi più spende... più guadagna!, Doppio delitto e Sbirri oltre la vita. Come sceneggiatore scrive per le serie televisive Blue Jeans e Io e mio fratello, di cui ha prodotto alcuni episodi.
Negli anni seguenti, assieme al socio Max Mutchnick, ha creato e prodotto varie situation comedy come Will & Grace, Good Morning, Miami, Twins, Four Kings, $#*! My Dad Says e Partners.
Nel corso della sua carriera Kohan ha vinto un Emmy Award e un People's Choice Award e ha ottenuto una candidatura al Golden Globe. 
Kohan e Mutchnick hanno una compagnia di produzione chiamata KoMut Entertainment, che prende il nome dalle iniziali dei loro cognomi, con cui hanno prodotto Will & Grace, $h*! My Dad Says e Partners.